# Liguilla Pre-Libertadores 1974 (Chile)
La Liguilla Pre-Libertadores 1974 fue la 1.ª edición de la Liguilla Pre-Libertadores, torneo clasificatorio para Copa Libertadores de América, organizado por la Asociación Nacional de Fútbol Profesional.
El ganador de esta edición fue Unión Española, que derrotó 2-1 a Colo-Colo en la definición, clasificando a la Copa Libertadores 1975.

## Equipos participantes
| Equipo             | Vía de clasificación                              |
| ------------------ | ------------------------------------------------- |
| Santiago Wanderers | Subcampeón de la Copa Chile 1974                  |
| Palestino          | Subcampeón de la Primera División de Chile 1974   |
| Colo-Colo          | Tercer lugar de la Primera División de Chile 1974 |
| Unión Española     | Cuarto lugar de la Primera División de Chile 1974 |

## Desarrollo[2]
El torneo se desarrolló en una sola rueda con la modalidad de todos contra todos. Si al término de la competencia hubiese dos equipos igualado en el primer lugar, se dirime el ganador en un partido de definición, si la igualdad persiste, clasificaba el equipo con mejor diferencia de goles.

### Primera fecha
| Liguilla Pre-Libertadores 1974 1º fecha; 5 de febrero de 1975 | Palestino                 | 1:1 | Santiago Wanderers | Estadio Nacional de Santiago, Santiago                     |                                                            |
|                                                               | Sergio Ramírez 61' (pen.) |     | 44' Jorge Dubanced | Asistencia: 43.335 espectadores Árbitro(s): Sergio Vásquez | Asistencia: 43.335 espectadores Árbitro(s): Sergio Vásquez |

| Liguilla Pre-Libertadores 1974 1º fecha; 5 de febrero de 1975 | Unión Española                        | 2:0 | Colo-Colo | Estadio Nacional de Santiago, Santiago                           |                                                                  |
|                                                               | Luis Miranda 76' · Rubén Palacios 86' |     |           | Asistencia: 43.335 espectadores Árbitro(s): Carlos Robles Robles | Asistencia: 43.335 espectadores Árbitro(s): Carlos Robles Robles |

### Segunda fecha
| Liguilla Pre-Libertadores 1974 2º fecha; 8 de febrero de 1975 | Unión Española      | 1:1 | Palestino          | Estadio Nacional de Santiago, Santiago                            |                                                                   |
|                                                               | Juan Páez 33' (ag.) |     | 90' Nelson Vásquez | Asistencia: 25.296 espectadores Árbitro(s): Juan Silvagno Cavanna | Asistencia: 25.296 espectadores Árbitro(s): Juan Silvagno Cavanna |

| Liguilla Pre-Libertadores 1974 2º fecha; 8 de febrero de 1975 | Colo-Colo                                                                 | 5:0 | Santiago Wanderers | Estadio Nacional de Santiago, Santiago                        |                                                               |
|                                                               | Luis Araneda 30' · Miguel Ángel Gamboa 23', 44', 73' · Julio Crisosto 80' |     |                    | Asistencia: 25.296 espectadores Árbitro(s): Rafael Hormazábal | Asistencia: 25.296 espectadores Árbitro(s): Rafael Hormazábal |

### Tercera fecha
| Liguilla Pre-Libertadores 1974 3º fecha; 11 de febrero de 1975 | Colo-Colo                                                           | 4:2 | Palestino                              | Estadio Nacional de Santiago, Santiago                            |                                                                   |
|                                                                | Julio Crisosto 24', 75' · Leonardo Véliz 51' · Francisco Valdés 57' |     | 9' Óscar Fabbiani · 78' Nelson Vásquez | Asistencia: 35.609 espectadores Árbitro(s): Juan Silvagno Cavanna | Asistencia: 35.609 espectadores Árbitro(s): Juan Silvagno Cavanna |

| Liguilla Pre-Libertadores 1974 3º fecha; 11 de febrero de 1975 | Unión Española                          | 2:2 | Santiago Wanderers                    | Estadio Nacional de Santiago, Santiago                 |                                                        |
|                                                                | Jorge Spedaletti 52' · Luis Miranda 59' |     | 62' Claudio Mena · 63' Jorge Dubanced | Asistencia: 35.609 espectadores Árbitro(s): Mario Lira | Asistencia: 35.609 espectadores Árbitro(s): Mario Lira |

## Tabla de posiciones
| Pos | Equipo             | PJ | PG | PE | PP | GF | GC | Dif | Pts |
| --- | ------------------ | -- | -- | -- | -- | -- | -- | --- | --- |
| 1   | Colo-Colo          | 3  | 2  | 0  | 1  | 9  | 4  | 5   | 4   |
| 2   | Unión Española     | 3  | 1  | 2  | 0  | 5  | 3  | 2   | 4   |
| 3   | Palestino          | 3  | 0  | 2  | 1  | 4  | 6  | -2  | 2   |
| 4   | Santiago Wanderers | 3  | 0  | 2  | 1  | 3  | 8  | -5  | 2   |

PJ=Partidos jugados; PG=Partidos ganados; PE=Partidos empatados; PP=Partidos perdidos; GF=Goles a favor; GC=Goles en contra; Dif=Diferencia de gol; Pts=Puntos
|  | Clasifican a la final de desempate por la liguilla |

### Final por la liguilla
| Liguilla Pre-Libertadores 1974 Definición; 13 de febrero de 1975 | Unión Española                                         | 2:1 | Colo-Colo        | Estadio Nacional de Santiago, Santiago                         |                                                                |
|                                                                  | Mario Galindo 59' (ag.) · Jorge Américo Spedaletti 75' |     | Luis Araneda 53' | Asistencia: 48.886 espectadores Árbitro(s): Mario Lira (Chile) | Asistencia: 48.886 espectadores Árbitro(s): Mario Lira (Chile) |

## Ganador
| Chile                                   |
| Ganador Unión Española                  |
| Clasificado a la Copa Libertadores 1975 |